# Calañas
Calañas es un municipio español de la provincia de Huelva, Andalucía. El municipio cuenta con una población de 2759 habitantes (INE 2024). mientras que la extensión de su término municipal es de 237,83 km². Se encuentra situada a una altitud de 291 metros y a 64 kilómetros de Huelva.
Históricamente, el municipio ha estado muy ligado a la minería, destacando ya durante la Antigüedad por la proliferación de explotaciones. Durante la segunda mitad del siglo XIX la zona experimentó una gran transformación con la llegada de empresas de capital extranjero y la reactivación de muchos yacimientos, en especial los que estaban ligados a la cuenca minera de Tharsis-La Zarza. Esto supuso que tanto la demografía como la economía locales experimentasen una gran transformación, convirtiéndose Calañas en un importante núcleo económico de la provincia onubense. Sin embargo, en la actualidad la mayor parte de las minas se encuentran inactivas tras haber cesado progresivamente su explotación de las mismas durante la segunda mitad del siglo XX.
El municipio se encuentra situado en la comarca del Andévalo. Dentro del término municipal existen varias pedanías que nacieron para la explotación de la minería, como Sotiel Coronada y Torerera.

## Entorno geográfico

### Medio natural
De su flora destaca la gran extensión que ocupan los espacios forestales, que constituyen casi el 2 % de su término municipal. Destacan principalmente las especies Eucalyptus globulus y Eucalyptus camaldulensis, aunque también existen repoblaciones de pino piñonero. Encinas, alcornoques, chaparros y monte bajo (jara, romero, brezo, tomillo, etc.) completan el total de la superficie del término. De la fauna hay poblaciones importantes de liebres, conejos, perdices, tejones, jabalíes y gato montés, algunas aves migratorias como la paloma torcaz y el zorzal.

### Clima
El clima es del tipo mediterráneo subhúmedo, de influencia atlántica, con inviernos frescos y veranos cálidos. Las precipitaciones suelen ser abundantes en otoño e invierno. Las temperaturas suelen ser suaves, con una media anual de 17.7 °C.

## Historia

### Edad Contemporánea
El siglo XIX trajo importantes cambios para Calañas. A la caída del Antiguo Régimen, tras la reforma administrativa de 1833 el municipio pasó a depender de la nueva provincia de Huelva. A partir de 1853, tras la visita del ingeniero francés Ernest Deligny a la comarca del Andévalo, se procedió a poner en marcha la explotación de numerosos yacimientos mineros situados en el término municipal: Calañesa, Sotiel Coronada, La Torerera, La Zarza o Perrunal. Los dos últimos formaban parte de la cuenca minera de Tharsis-La Zarza y acabaron convirtiéndose en importantes complejos que disponían de todo tipo de instalaciones: malacates, cargaderos, embalses, canaleos de cementación, etc. Los trabajos en la zona fueron llevados a cabo por empresas de capital extranjero como la Tharsis Sulphur and Copper Company Limited, la Sociedad Francesa de Piritas de Huelva o la Companhia Mineira Sotiel Coronada.
Las labores mineras requerían de una amplia mano de obra, lo que favoreció la inmigración a la zona desde municipios cercanos y otros puntos de España. La población de Calañas creció de forma considerable durante la segunda mitad del siglo XIX, llegando a alcanzar la cifra de 12 707 habitantes para el año 1910. Así mismo, en las cercanías de las explotaciones se articularon una serie de poblados obreros: Sotiel Coronada, Torerera, Perrunal o La Zarza. En esta época también se podujo la llegada del ferrocarril al municipio con la apertura al servicio de la línea Zafra-Huelva, en 1886. Dos años después la compañía de Tharsis inauguró un ramal que enlazaba La Zarza con su red ferroviaria y permitía dar salida al mineral extraído hasta la ría de Huelva.

### Época reciente
A partir de la década de 1960 la minería entró en declive y con el paso de los años la mayoría de explotaciones fueron clausuradas, lo que provocó una crisis demográfica en Calañas por la falta de perspectivas laborales. Esto también llevó a que se explorasen otras alternativas económicas, volviendo a ganar peso el sector agrícola. La llegada del siglo XXI trajo nuevas perspectivas para la minería. En 2015 se reactivó la explotación de Sotiel Coronada por la empresa Matsa. En 2018 las poblaciones de La Zarza y El Perrunal, que hasta entonces habían formado parte del término municipal calañés, se segregaron de Calañas bajo la denominación de La Zarza-Perrunal. Esto supuso una reducción notable de la extensión territorial que había ostentado el municipio.

## Demografía
Calañas cuenta con una población de 2759 habitantes (INE 2024).
| Gráfica de evolución demográfica de Calañas entre 1842 y 2021                                                       |
| |
| Población de derecho según los censos de población del INE Población de hecho según los censos de población del INE |

El descenso observado entre 2010 y 2020 se debe a la segregación de La Zarza-Perrunal en 2018.

## Comunicaciones

### Transporte ferroviario

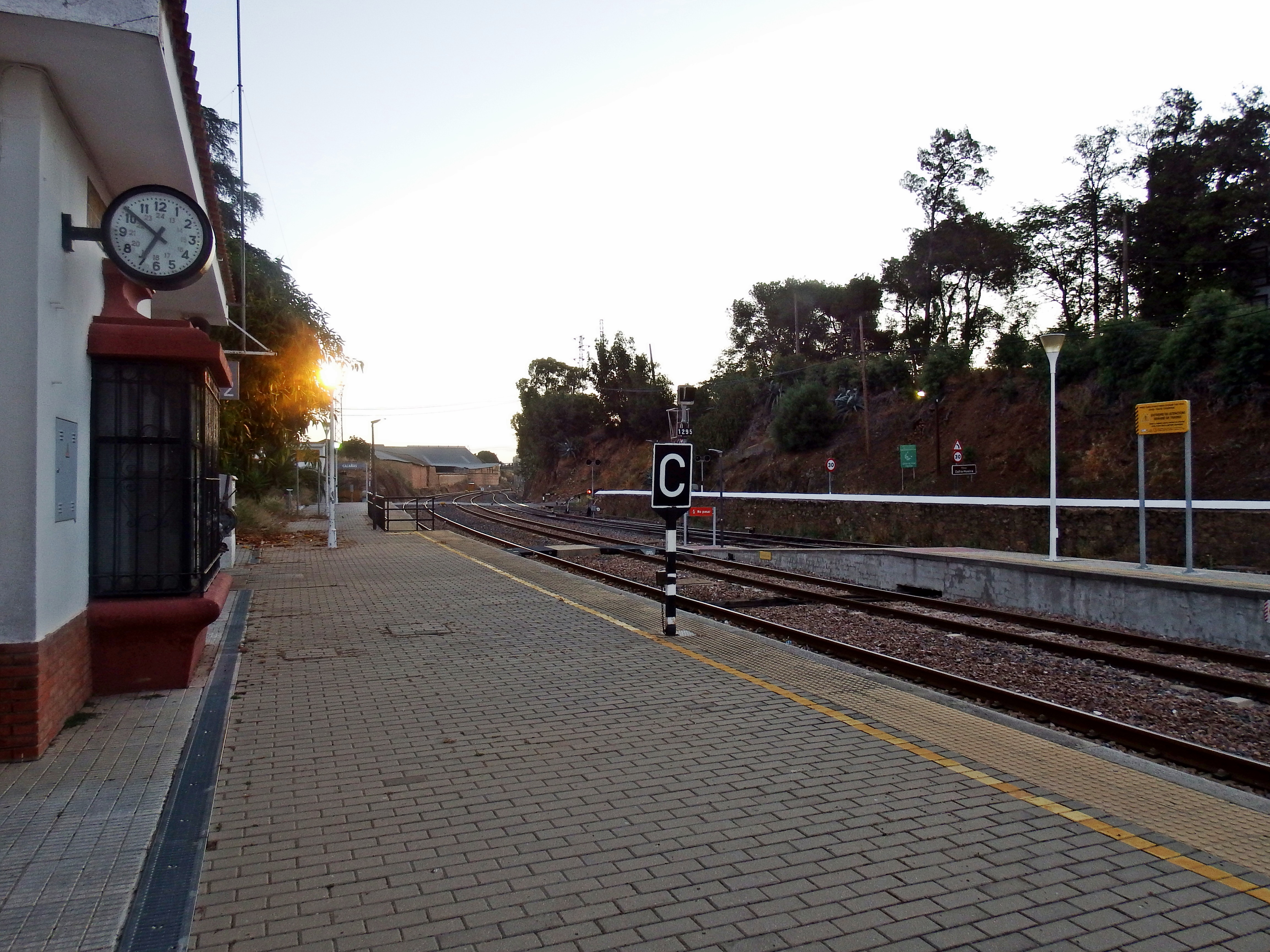
Estación de Calañas, en 2022.

En el término municipal existen varias paradas ferroviarias pertenecientes a la línea férrea convencional que une Zafra con Huelva. De todas ellas la más importante es la estación de Calañas, que dispone de servicios de pasajeros de Media Distancia que enlazan con la capital onubense, Jabugo-Galaroza, Zafra o Madrid-Atocha. Así mismo, existen dos apeaderos situados dentro del término municipal, Los Milanos y El Cobujón, que pertenecen a la línea Zafra-Huelva.

## Administración y política

### Histórico de alcaldes
| Periodo   | Nombre                       | Partido |
| --------- | ---------------------------- | ------- |
| 1979-1983 | Diego de los Reyes Rodríguez | PSOE    |
| 1983-1987 | José Romero Romero           | PSOE    |
| 1987-1991 | José Romero Romero           | PSOE    |
| 1991-1995 | Manuel Sánchez Díaz          | PSOE    |
| 1995-1999 | Fernando Recio Jacinto       | PSOE    |
| 1999-2003 | Fernando Recio Jacinto       | PSOE    |
| 2003-2007 | Fernando Recio Jacinto       | PSOE    |
| 2007-2011 | Fernando Recio Jacinto       | PSOE    |
| 2011-2015 | Ana del Carmen Romero Romero | PSOE    |
| 2015-2019 | Mario Peña González          | PP      |
| 2019-2023 | Mario Peña González          | PP      |
| 2023-act. | Diego Carrasco Caballero     | PSOE    |

## Patrimonio y monumentos

### Patrimonio histórico

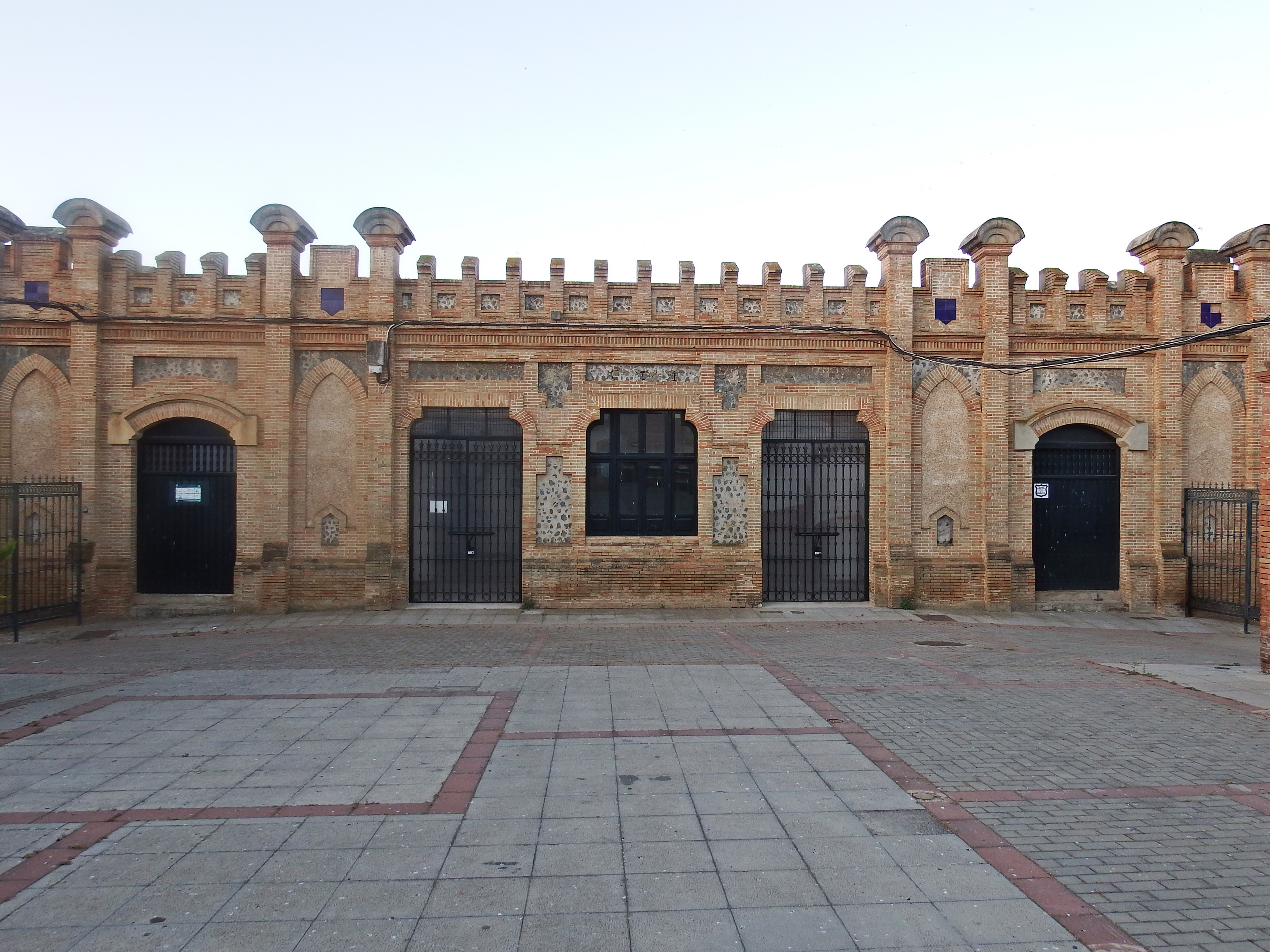
Mercado de Abastos, en 2022.

- Casa Consistorial. Edificio del s. XIX que acoge la sede del ayuntamiento.
- Castillo El Morante. Zona de gran valor arqueológico y arquitectónico.
- Mercado de Abastos. Edificio de estilo regionalista construido en el siglo XX.
- Minas de Aguas Agrias. Restos de fundiciones romanas.
- Mina Calañesa. Restos de minería y fundiciones romanas.
- Mina de Sotiel. Restos de fundición de plata de época romana.

### Patrimonio religioso
- Cementerio de Calañas. Camposanto del municipio cuyos orígenes datan de finales del siglo XIX.
- Ermita de Nuestra Señora de la Coronada. Templo católico de época Moderna situado en Sotiel Coronada.
- Ermita de los Santos Mártires. Templo católico del siglo XVII situado a las afueras de Calañas.
- Iglesia de Nuestra Señora de Gracia. Iglesia parroquial construida progresivamente entre los siglos XVI y XIX.